# Парлиарос, Димитриос
Димитриос Парлиарос (греч. Δημήτριος Παρλιάρος, 1920 — ?) — греческий шахматист.
Входил в число сильнейших шахматистов Греции первой половины 1950-х гг.
Чемпион Греции 1950 и 1954 гг.
В составе сборной Греции участник шахматной олимпиады 1954 г. В этом соревновании выступал на 1-й доске. Сыграл 18 партий, в которых не одержал ни одной победы и потерпел 12 поражений. К числу достижений шахматиста могут быть причислены ничьи с экс-чемпионом мира М. Эйве и будущим гроссмейстером А. О’Келли.